# Clasville
Clasville é uma comuna francesa na região administrativa da Normandia, no departamento de Sena Marítimo. Estende-se por uma área de 3,16 km². Em 2010 a comuna tinha 340 habitantes (densidade: 107,6 hab./km²).